# Mediattivismo
Il mediattivismo è un insieme di pratiche di azione diretta che si avvalgono delle tecnologie della comunicazione per promuovere finalità sociali e per modificare e/o contestare il rapporto tra produttori e fruitori della comunicazione dei mass media tradizionali.
Si sviluppa nella promozione di campagne relative alla comunicazione e ai media, la realizzazione di inchieste audio e video, la raccolta e diffusione di notizie attraverso il web. Possono essere intese come azioni di mediattivismo anche alcune pratiche di hacking e netstrike che presentino finalità politiche che però sono meglio definite dal termine hacktivism.
Il mediattivismo si configura come una pratica di azione politica, ma nel contempo è messo in atto come forma culturale e strumento di sperimentazione di nuovi linguaggi e forme comunicative. 

## Storia
Le radici del mediattivismo affondano nelle pratiche di controinformazione sviluppatesi all'interno del movimento controculturale negli anni sessanta e settanta, ma a differenza di queste ultime, volte in particolar modo alla ricerca e diffusione di informazioni che non avevano spazio nei circuiti mediatici istituzionali, il mediattivismo degli anni novanta e duemila ha potuto giovarsi della vasta diffusione di nuove tecnologie a basso costo e di facile utilizzo, in particolar modo la rete internet e gli strumenti di registrazione audiovisiva.
Nasce anche dalla consapevolezza dei nuovi movimenti sociali, dell'importanza della comunicazione; interna, tra gli attivisti ed esterna rivolta alle persone che devono crearsi un'opinione. La comunicazione interna si avvale della tecnologia e di Internet (scambi di email, forum di discussione, blog). C'è però un limite all'utilizzo delle nuove tecnologie, dovuto al divario digitale.
Un forte impulso alla pratica del mediattivismo è stato dato dalla diffusione, verso la fine degli anni novanta, di piattaforme di online publishing e in particolare di blog e di software di editing gratuiti per montaggi audio e video.
Uno degli avvenimenti che hanno portato all'attenzione dell'opinione pubblica la filosofia e la pratica del mediattivismo è rappresentato dalla contestazione del vertice dell'Organizzazione Mondiale del Commercio (WTO) nel 1999 a Seattle. In quell'occasione gli attivisti crearono Indymedia, l'Indipendent Media Center o IMC, proprio per "raccontare fatti che sarebbero stati distorti dai media mainstream".
Un esempio di mediattivismo è stato il racconto fatto per immagini degli scontri avvenuti a Genova nel 2001 durante le contestazioni al vertice dei G8. In quell'occasione un gran numero di attivisti dell'informazione indipendente hanno fotografato, filmato e narrato i fatti che si susseguivano nelle piazze del centro ligure usando piattaforme di online publishing come Indymedia.
Una delle espressioni più recenti di mediattivismo è stata l'esperienza delle Telestreet.

## Punti di forza
Essendo praticato per lo più da persone esterne ai circuiti mediali commerciali il mediattivismo non è sottoposto a vincoli gerarchici, editoriali, finanziari e temporali nella narrazione di fatti e avvenimenti tipici dei media tradizionali. Inoltre il mediattivismo come attitudine narrativa elimina la distanza ritualizzata tra accadimento e osservatore e permette di raccontare quello che accade dal centro della scena.

## Critiche
Il mediattivismo è considerato dai suoi detrattori una pratica non professionale di narrazione giornalistica che tende a distorcere fatti e avvenimenti. La scarsa o nulla conoscenza delle tecniche di narrazione giornalistica e delle logiche di produzione mediale viene considerata pregiudicante la qualità della narrazione. L'approccio ideologico al mediattivismo viene invece considerato pregiudicare l'attendibilità dell'informazione prodotta.
Alcuni gruppi di attivisti rifiutano in blocco le logiche della comunicazione di massa. Credono sia necessario superare queste logiche costruendo dei mezzi autonomi per raggiungere l'opinione pubblica. 